# 100 років від дня народження Ігоря Шамо (монета)
«100 ро́ків від дня наро́дження І́горя Шамо́» — пам'ятна монета номіналом 2 гривні, випущена Національним банком України, присвячена видатному українському композитору. Ігор Шамо — автор численних симфоній, камерних творів та пісень. Його музика сповнена душевної теплоти та патріотизму, а славетна композиція «Як тебе не любити, Києве мій!» з 2014 року стала офіційним гімном Києва.
Монету введено в обіг 21 лютого 2025 року. Вона належить до серії «Видатні особистості України».

## Опис монети та характеристики
| Номінал грн | Метал      | Маса, г | Діаметр, мм | Якість виготовлення       | Гурт     | Тираж, штук |
| ----------- | ---------- | ------- | ----------- | ------------------------- | -------- | ----------- |
| 2           | нейзильбер | 12,8    | 31          | спеціальний анциркулейтед | рифлений | 50 000      |

### Аверс

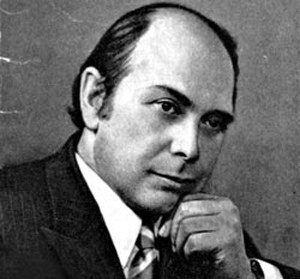
Ігор Шамо

На аверсі монети зображено стилізовану композицію мальовничих краєвидів, знакових будівель та пам'ятників міста Києва, обрамлених листям каштанів — символічною візитівкою столиці. Нижче на дзеркальному тлі розміщено: нотний стан із записом музичного твору Ігоря Шамо, номінал 2 з графічним символом гривні та рік карбування — «2025». У центрі вгорі розташовано малий Державний Герб України та напис «УКРАЇНА» (крапки над літерою «ї» зображено у формі сердець). Унизу праворуч зазначено логотип Банкнотно-монетного двору Національного банку України.

### Реверс
На реверсі монети зображено стилізований портрет Ігоря Шамо, який розмірковує над створенням нового музичного шедевру. Під портретом розміщено нотний стан, що символізує музичну спадщину композитора. Ліворуч від портрета вертикально зазначено написи «ІГОР» / «ШАМО» та роки життя митця «1925—1982». Композицію реверсу завершують зображення та силуети листя каштанів, які підкреслюють нерозривний зв'язок маестро з Києвом.

Весь тираж 50000 монет було випущено у сувенірних упаковках
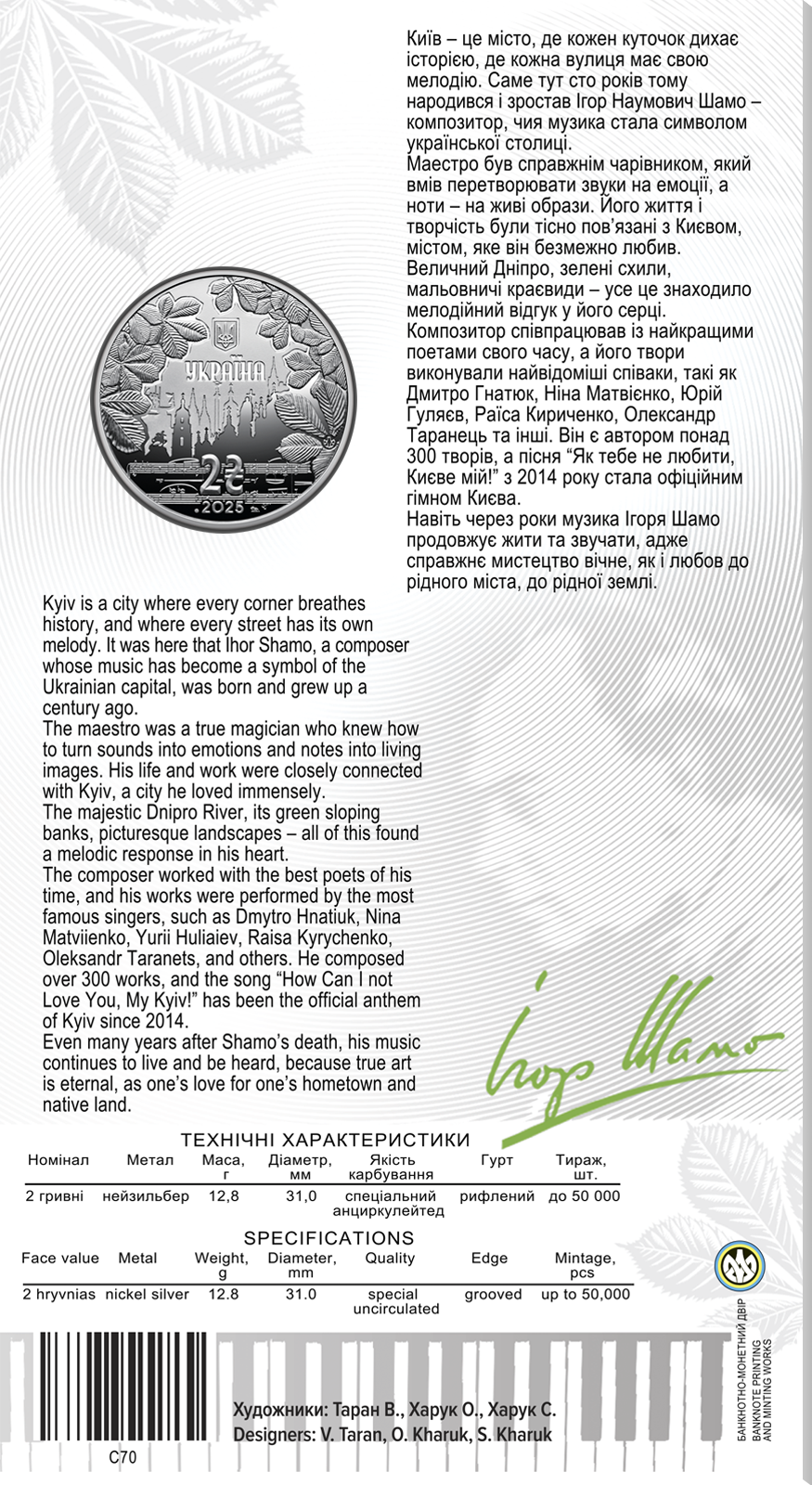
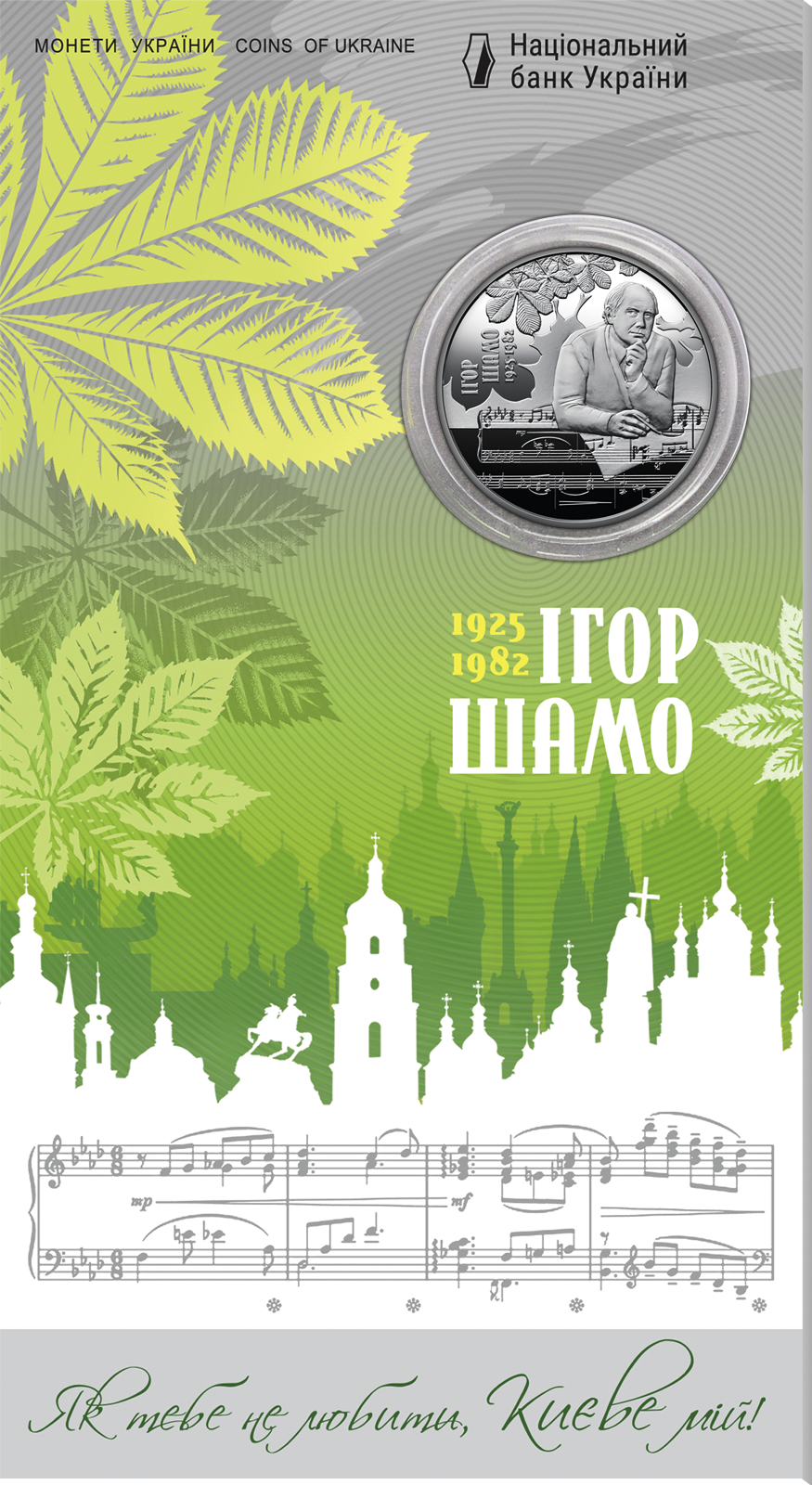

## Автори
- Художники: Таран Володимир, Харук Олександр, Харук Сергій.
- Скульптор — Демяненко Анатолій.

## Вартість монети
Під час введення монети в обіг 2025 року, Національний банк України реалізовував монету за ціною 153 гривні.
Фактична приблизна вартість монети, з роками змінювалася так:
| Рік       | 2025 | 2026 | 2027 |
| --------- | ---- | ---- | ---- |
| Ціна, грн | 215  |      |      |